# Гастрехт
Гастрехт (нід. Haastrecht) — місто в нідерландській провінції Південна Голландія. Входить до муніципалітету Крімпенервард.
Міські права отримало 1396 року. До 1985 року мало статус окремого муніципалітету.

## Галерея

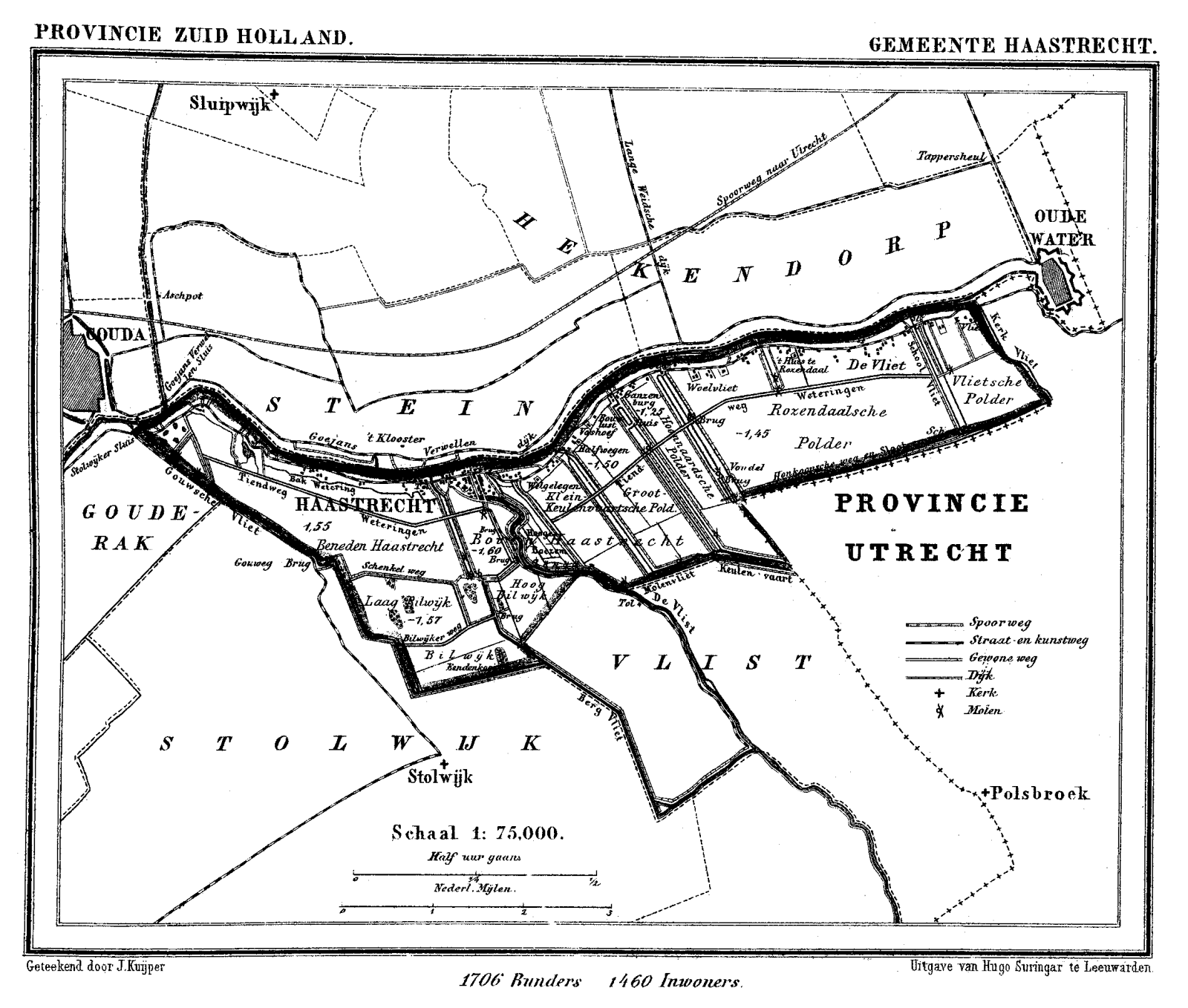
Мапа Гастрехта (1868)
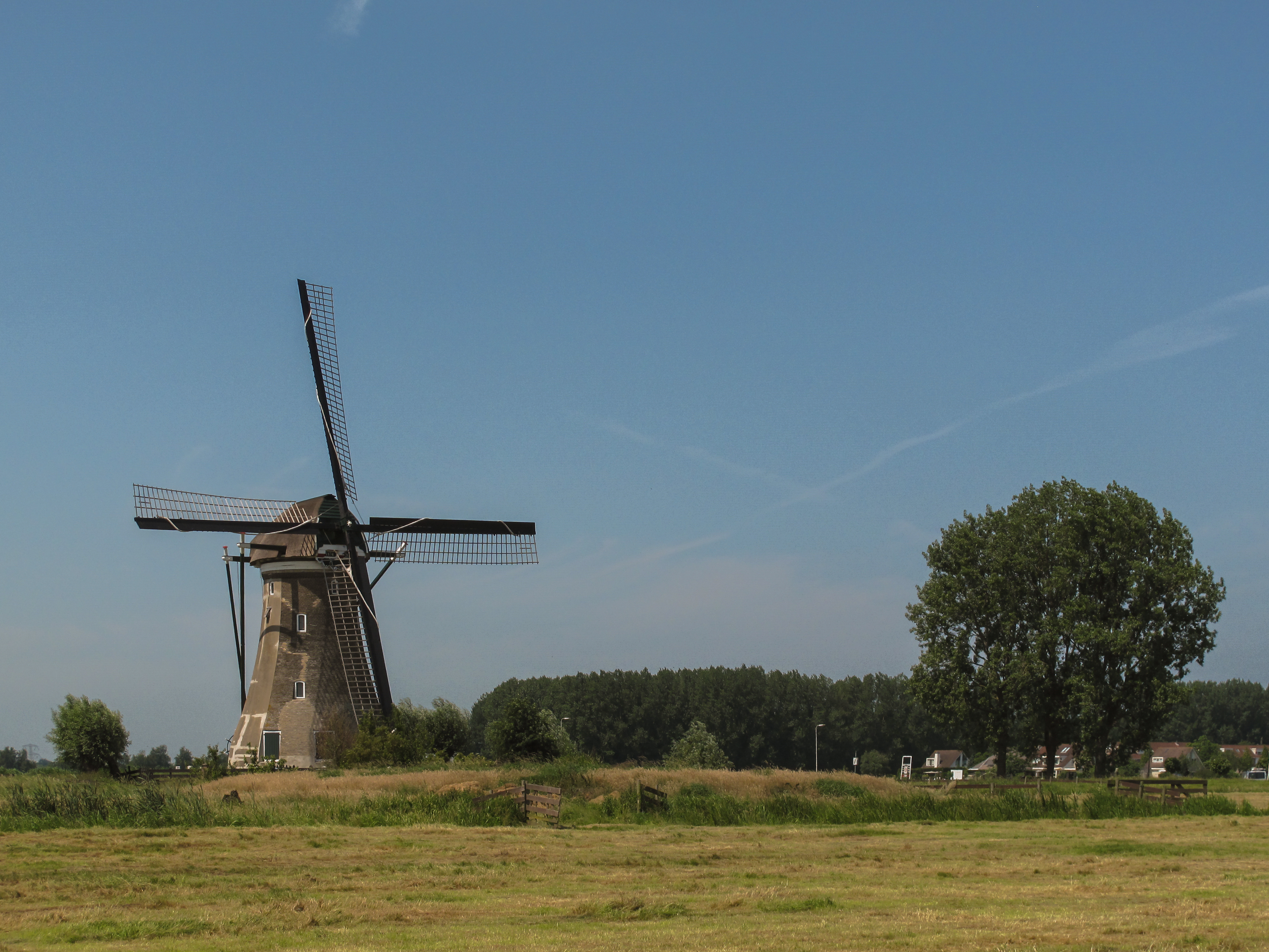
Вітряк у місті